# Čremušnica
Čremušnica – wieś w Chorwacji, w żupanii sisacko-moslawińskiej, w gminie Gvozd. W 2011 roku liczyła 103 mieszkańców.